# Breglia
Breglia (Breja in dialetto comasco, AFI: [ˈbreːja]) è una frazione del comune di Plesio in provincia di Como, già comune autonomo fino al 1928.

## Geografia fisica
Piccola frazione del comune di Plesio - rispetto al quale dista circa 1 km - situata nella Val Menaggio, a un'altitudine di 750 metri di quota. Tale frazione è divisa in due nuclei abitati, che corrispondono alle frazioni del vecchio comune: Villa (Vila) rivolta a levante e Maggino (Magin) rivolta a ponente.

## Origini del nome
Breia deriva dal toponimo celtico briu (ponte, impalcatura). Magin anch'esso da radice celtica che sta ad indicare attività agricole, Vila di origine medievale indicante un agglomerato rurale.

## Storia

### Le origini
Nella sua storia Breglia, ora frazione di Plesio, è sempre stato un comune autonomo fino al 1928. L'origine protostorica di Breglia è riscontrata dal toponimo e da vari reperti archeologici rinvenuti nel corso degli anni: due pietre a coppella testimoniano un culto antichissimo; mentre una tomba ad inumazione costruita con cinque lastre di granito, contenente due bicchieri in pietra ollare, è stata ricondotta al VI secolo.

### Principali vicende
Nei secoli Breglia ha rappresentato il culmen della variante della Strada Regina che, salendo da Menaggio e Plesio, scendeva verso Rezzonico per evitare gli impervi dirupi del Sasso Rancio.
Nella relazione Opizzone del 1644, Breglia era inserito nella Squadra di Rezzonico.
Dal censimento del 1751 risulta che il comune di Breglia era inserito nella pieve di Menaggio, contava 176 abitanti, non era infeudato pagando ogni quindici anni la somma di lire 32.11.6 e il consiglio comunale era costituito dai vicini che si radunavano convocati casa per casa dal console.

## Monumenti e luoghi d'interesse
Breglia ospita sul suo territorio alcuni luoghi suggestivi tanto a livello panoramico quanto dal punto di vista religioso.

### Architetture religiose

#### Santuario di Santa Maria sul Monte Gordola
Il santuario Ave regina coelorum, meglio conosciuto come Santuario della Madonna di Breglia, fu costruito nel 1777 su una sommità panoramica che domina tutto il centro lago di Como (il dosso del Gordola). 
Nel Santuario si venera una statua mariana in marmo, portata in paese nel 1740 da Genova per mano di un bregliese di nome Tatti. La chiesa conserva inoltre un organo di Giovanni Rogantino di Morbegno risalente all'inizio del XVII secolo.
Il santuario costituisce il simbolo più significativo della devozione alla madre di Dio degli abitanti della Val Menaggio e, proprio per questo, ancora oggi è meta di pellegrinaggio e la festa viene celebrata alla quarta domenica di agosto. Il percorso che conduce al santuario è scandito dalla presenza di quattordici edicole aventi come tema i Misteri del Rosario.

#### Cappella di San Domenico
La cappella di San Domenico, distante a circa 30 minuti di passeggiata dal centro abitato, è stata eretta sul culmine del Sasso rancio, detto sass dela crus, in una posizione dominante su tutto il centrolago.

### Altro
Sul territorio sono inoltre presenti diversi sentieri verso il Rifugio Menaggio, il Monte Grona ed il Monte Bregagno.
Un tempo, a Breglia si trovava anche un convento di domenicani, successivamente riconvertito ad abitaizione privata.